# Reece Devine
Reece Devine (* 18. Dezember 2001 in Stourbridge) ist ein englischer Fußballspieler, der bei Swindon Town unter Vertrag steht.

## Karriere
Reece Devine begann seine Karriere in seiner Heimatstadt beim Stourbridge FC. Danach spielte er bis zum Jahr 2016 in der Jugend der Wolverhampton Wanderers. Im Jahr 2018 folgte ein Wechsel als Jugendspieler nach Manchester. Nachdem er zwei Jahre bei Manchester City gespielt hatte, wechselte Devine im August 2018 zum Rivalen Manchester United. Ab 2019 kam er in der U23 zum Einsatz und stieg mit der Mannschaft am Ende der Saison 2019/20 als Vizemeister hinter West Ham United in die Division One der Premier League 2 auf. Devine wechselte im Juli 2021 auf Leihbasis für die gesamte Saison 2021/22 zum schottischen Erstligaverein FC St. Johnstone. Dort gab er am 31. Juli 2021 sein Debüt als Profi, nachdem er in der Startelf gegen Ross County stand. Im Januar 2022 wurde die Leihe vorzeitig beendet. Direkt danach wurde er weiter an den FC Walsall verliehen. In der Sommerpause 2022 wechselte Devine zu Swindon Town.